# Boss Open 2022 - Qualificazioni singolare
Le qualificazioni del singolare maschile del Boss Open 2022 sono state un torneo di tennis preliminare per accedere alla fase finale della manifestazione. I vincitori dell'ultimo turno sono entrati di diritto nel tabellone principale. In caso di ritiro di uno o più giocatori aventi diritto a questi sono subentrati i lucky loser, ossia i giocatori che hanno perso nell'ultimo turno ma che avevano una classifica più alta rispetto agli altri partecipanti che avevano comunque perso nel turno finale.

## Teste di serie
1. Aslan Karacev (primo turno)
2. Quentin Halys (ultimo turno, ritirato)
3. Peter Gojowczyk (ultimo turno)
4. Yannick Hanfmann (primo turno)

1. Feliciano López (spostato al tabellone principale)
2. Mats Moraing (ultimo turno)
3. Christopher O'Connell (qualificato)
4. Radu Albot (qualificato)

## Qualificati
1. Dominic Stricker
2. Radu Albot

1. Christopher O'Connell
2. Jurij Rodionov

## Tabellone

### Legenda
| - Q = Qualificato - WC = Wild card - LL = Lucky loser | - ALT = Alternate - SE = Special Exempt - PR = Protected Ranking | - w/o = Walkover - r = Ritirato - d = Squalificato |

### Sezione 1
|  | Primo turno | Primo turno      | Primo turno      | Primo turno | Primo turno |  |  | Ultimo turno | Ultimo turno     | Ultimo turno     | Ultimo turno | Ultimo turno |  |
|  |             |                  |                  |             |             |  |  |              |                  |                  |              |              |  |
|  | 1           | Aslan Karacev    | Aslan Karacev    | 62          | 1           |  |  |              |                  |                  |              |              |  |
|  |             | Dominic Stricker | Dominic Stricker | 7           | 6           |  |  |              | Dominic Stricker | Dominic Stricker | 6            | 6            |  |
|  | WC          | Jannik Maute     | Jannik Maute     | 1           | 65          |  |  | 6            | Mats Moraing     | Mats Moraing     | 4            | 3            |  |
|  | 6           | Mats Moraing     | Mats Moraing     | 6           | 7           |  |  |              |                  |                  |              |              |  |

### Sezione 2
|  | Primo turno | Primo turno   | Primo turno   | Primo turno | Primo turno |  |  | Ultimo turno | Ultimo turno  | Ultimo turno  | Ultimo turno  | Ultimo turno |  |
|  |             |               |               |             |             |  |  |              |               |               |               |              |  |
|  | 2           | Quentin Halys | Quentin Halys | 6           | 6           |  |  |              |               |               |               |              |  |
|  | WC          | Marko Topo    | Marko Topo    | 3           | 3           |  |  | 2            | Quentin Halys | Quentin Halys | Quentin Halys | 1r           |  |
|  | Alt         | Oscar Moraing | Oscar Moraing | 3           | 4           |  |  | 8            | Radu Albot    | Radu Albot    | Radu Albot    | 2            |  |
|  | 8           | Radu Albot    | Radu Albot    | 6           | 6           |  |  |              |               |               |               |              |  |

### Sezione 3
|  | Primo turno | Primo turno           | Primo turno           | Primo turno | Primo turno |  |  | Ultimo turno | Ultimo turno          | Ultimo turno          | Ultimo turno | Ultimo turno |  |
|  |             |                       |                       |             |             |  |  |              |                       |                       |              |              |  |
|  | 3           | Peter Gojowczyk       | Peter Gojowczyk       | 6           | 6           |  |  |              |                       |                       |              |              |  |
|  |             | Cem İlkel             | Cem İlkel             | 3           | 1           |  |  | 3            | Peter Gojowczyk       | Peter Gojowczyk       | 3            | 4            |  |
|  |             | Daniel Masur          | Daniel Masur          | 6           | 5           |  |  | 7            | Christopher O'Connell | Christopher O'Connell | 6            | 6            |  |
|  | 7           | Christopher O'Connell | Christopher O'Connell | 7           | 7           |  |  |              |                       |                       |              |              |  |

### Sezione 4
|  | Primo turno | Primo turno        | Primo turno        | Primo turno | Primo turno |  |  | Ultimo turno | Ultimo turno    | Ultimo turno | Ultimo turno | Ultimo turno |  |
|  |             |                    |                    |             |             |  |  |              |                 |              |              |              |  |
|  | 4           | Yannick Hanfmann   | Yannick Hanfmann   | 1           | 64          |  |  |              |                 |              |              |              |  |
|  |             | Roman Safiullin    | Roman Safiullin    | 6           | 7           |  |  |              | Roman Safiullin | 5            | 6            | 6            |  |
|  |             | Jurij Rodionov     | Jurij Rodionov     | 6           | 6           |  |  |              | Jurij Rodionov  | 7            | 3            | 7            |  |
|  | Alt         | Mateusz Terczyński | Mateusz Terczyński | 2           | 3           |  |  |              |                 |              |              |              |  |